# حفلة شراب (رواية)
حفلة شراب (بالإنجليزية: Symposium)‏ هي رواية للكاتبة الإسكتلندية موريل سبارك، نشرت عام 1990، لأول مرة عن دار نشر كونستابل في المملكة المتحدة وهوتون ميفلين في الولايات المتحدة.